# Szeremle
Szeremle község Bács-Kiskun vármegye Bajai járásában.

## Fekvése
A Mohácsi-sziget északi részén fekszik, a Szeremlei-Dunának vagy Sugovicának is nevezett Holt-Duna-ág mellett.
A közvetlenül határos települések: észak és kelet felől Baja, dél felől Bátmonostor, délnyugat felől Dunafalva, nyugat felől pedig Báta, a Duna túlpartján.
A vízitúra-útvonalakat leszámítva csak közúton közelíthető meg, az 51-es főútból Baja déli részén kiágazó 51 144-es számú mellékúton; Dunafalva és Bátmonostor felől mezőgazdasági utakon érhető el.

## Története
Történelme folyamán több vármegyéhez is tartozott, az 1950-es megyerendezés óta Bács-Kiskun megye, később vármegye része.
Már a bronzkorban is éltek itt emberek, ezt ékesen bizonyítja a falu alatt talált bronzkori urnatemető. A vidéket a honfoglaláskor Botond törzse szállta meg, majd a besenyők települtek a környékre a 12. század elején. Középkori oklevelek tanúsítják, hogy a falut Szent László királyunk 1093-ban a bátai apátságnak adományozta.
Szeremle nevét vagy húszféle változatban írták a történelem során, mint például Zeremlyan, Zeremlian, Seremlyen stb. A név az ismert okiratokban először 1323-ban fordult elő. A 14-15. századból rengeteg adat maradt fenn róla a Zichy-okmánytár 89 oklevelében, melyek határvitákból származó földesúri hatalmaskodásokról, határperekről szólnak. Ebben az időben Szeremle mezővárosi kiváltságokkal rendelkezett, és szabad királyi városi rangot viselt. (Nagyobb és gazdaságilag jelentősebb település volt, mint például Baja.) Lakossága a mohácsi vészig római katolikus volt, mely a reformáció kezdetekor feltehetően egységesen tért át a református hitre. A római katolikusok ismételten csak 1870 után kezdtek betelepülni.
A falu népe a török megszállás kezdetén a Duna jobb partjára költözött, majd további négyszeri helyváltoztatás után 1773-ban tért vissza első és egyben jelenlegi helyére.
Érdekes, hogy a 17. századi térképek szerint Szeremle még a Duna jobb partján helyezkedett el és 1830-ig az Öreg-Duna partján, s csak 1870-től találjuk a szeremlei mellékág mellett. (Nem a község, a Duna költözött ez esetben.)
A község gazdasági életére a Duna szabályozása és az árvízmentesítés volt a legnagyobb hatással, melynek következtében a lakosság kiterjedt és mezőgazdasági művelésre alkalmas határhoz jutott. Ez volt azután az alapja Szeremle szorgalmas népe jólétének.
A 2000-es években 2 részvénytársaság, 13 kft., 18 bt. és mintegy 70 egyéni vállalkozó működött a faluban. A legjelentősebbek közé tartozó Kamarás-Duna cég mezőgazdasági tevékenységgel, a Bíborker Kft. krétagyártással, a Nektár Flóra Bt. méztermeléssel foglalkozott. Az ipari jellegű vállalkozások aránya ma már jócskán meghaladja a mezőgazdasági típusúakét: az előbbi fajtából 34, az utóbbiból 6 működött a községben 2003 elején. A kereskedelmi tevékenységet folytatók száma 9, a szolgáltatóké 16 volt. 2003. januári adatok szerint a településen 7%-os volt a munkanélküliség, s csaknem pontosan ugyanannyi férfit, mint nőt érintett. A legtöbb állástalan (70 fő a 121-ből) a szakmunkás végzettségűek közül került ki.
A fejlett mezőgazdálkodás és az ezzel együtt járó jólét magával hozta a népművészet kivirágzását, és azt, hogy Szeremle az újabb időkben néphagyományai ápolásával nevezetessé vált határainkon túl is. A gyönyörű szeremlei népviseletben táncoló Gyöngyösbokrétája, majd néptáncegyüttese messze messze földön híressé tette a falut. Ehhez járult a hagyományos szövő- és hímzőművészet a népviselet mellett jó híre van a szőnyegszövésnek is –, keresettek a szeremlei asszonyok munkái. A község önkormányzatának tervei szerint ez is, az itteniek vendégszeretete is a fejlődő idegenforgalom alapját képezi. A Pazar természeti adottságoknak köszönhető horgászati és vadászati lehetőségek ugyancsak páratlanok.
A mai Szeremlére szívesen költöznek a környékből, egyebek között Bajáról is. Vonzza a betelepülőket a község rendezett volta, a Sugovica közelsége és az infrastruktúra fejlődése. A háziorvos mellett 2007 óta már gyógyszertár is van a községben. Az általános iskola mellett óvoda is működik a faluban. A helyi eseményekről, közérdekű információkról a Lakossági Tájékoztató tudósít.
A további fejlesztési tervek között szerepel a Szeremlét Bátmonostorral összekötő út kiépítése, a Sugovica bágerolása, és az idősek otthonának kialakítása. Mindhárom cél megvalósítása erősen függ a község jövőbeli anyagi helyzetétől.

## Közélete

### Polgármesterei
- 1990–1994: Scheidl Károly (független)[4]
- 1994–1998: Id. Jakus Dezső (független)[5]
- 1998–2000: Id. Jakus Dezső (független)[6]
- 2000–2002: Id. Jakus Dezső (FKgP)[7][8]
- 2002–2006: Erős István (független)[9]
- 2006–2007: Erős István (független)[10]
- 2007–2010: Varga György (független)[11]
- 2010–2014: Varga György (független)[12]
- 2014–2019: Varga György (független)[13]
- 2019–2024: Varga György (független)[14]
- 2024– : Holka Gábor (független)[1]

Úgy tűnik, hogy a településen az 1994. december 11-i önkormányzati választáson apa-fiú párharc zajlódhatott a polgármesteri tisztségért, mert a négy jelölt között idősebb és ifjabb Jakus Dezső neve is szerepel; kettejük közt azonban csaknem négyszeres volt a szavazatkülönbség (414:107), ezzel az utóbbi csak a harmadik helyet tudta megszerezni.
2000. május 7-én időközi polgármester-választást (és képviselő-testületi választást) tartottak Szeremlén, a korábbi képviselő-testület önfeloszlatása miatt.
2007. november 11-én újabb időközi polgármester-választásra került sor a községben, ezúttal az előző polgármester lemondása miatt.

## Népesség
A település népességének változása:
| Lakosok száma | 1417 | 1436 | 1322 | 1338 | 1256 | 1261 | 1261 |
|               | 2013 | 2014 | 2018 | 2021 | 2022 | 2023 | 2024 |

A 2011-es népszámlálás során a lakosok 92,5%-a magyarnak, 5,3% cigánynak, 0,5% horvátnak, 1,8% németnek, 0,4% szerbnek mondta magát (7,5% nem nyilatkozott; a kettős identitások miatt a végösszeg nagyobb lehet 100%-nál). A vallási megoszlás a következő volt: római katolikus 50,7%, református 27,2%, evangélikus 0,4%, felekezeten kívüli 5,6% (15,3% nem nyilatkozott).
2022-ben a lakosság 91,4%-a vallotta magát magyarnak, 8,5% cigánynak, 1,2% németnek, 0,8% horvátnak, 0,4% szerbnek, 0,2% görögnek, 0,2% románnak, 0,1% ruszinnak, 0,1% ukránnak, 1,2% egyéb, nem hazai nemzetiségűnek (8,6% nem nyilatkozott; a kettős identitások miatt a végösszeg nagyobb lehet 100%-nál). Vallásuk szerint 32,7% volt római katolikus, 19,6% református, 0,2% evangélikus, 0,1% izraelita, 0,1% görög katolikus, 0,1% ortodox, 0,6% egyéb keresztény, 0,6% egyéb katolikus, 17,7% felekezeten kívüli (28,4% nem válaszolt).

## Nevezetességei
- A település határában értékes római kori leletek találhatók.
- A község legértékesebb műemléke a 228 éves református templom.
- Minden évben megrendezik a Pünkösdi Ladikázás és Borsoskalács Fesztivált, mely egy régi párválasztási szokás felelevenítése.[19][20]